# Tiroteo en Tel Aviv de 2016
El Tiroteo de Tel Aviv de 2016, ocurrió el 1 de enero de 2016, cuando un hombre armado abrió fuego contra varios negocios en la Calle Dizengoff, en Tel Aviv, Estado de Israel, matando a dos personas e hiriendo a otras siete. Se informó que el pistolero era un hombre joven con gafas de sol y vestido de negro que salió de una tienda de comestibles y sacó lo que parecía ser una metralleta de su bolsa y abrió fuego contra un restaurante de sushi, una cafetería y un bar llamado El Simta, siendo la barra el blanco principal. El tiroteo parece haber sido un ataque terrorista.

## Sospechoso
La policía ha identificado al sospechoso como un hombre árabe-israelí de 31 años de edad, llamado Nasha'at Melhem, de la ciudad de Wadi Ara, después de que su padre, que trabaja como seguridad, reconoció a su hijo en la grabación de seguridad y se dio cuenta de que su arma de fuego, según los informes un Spectre M4, le estaba faltando.
Melhem ya había sido detenido en 2007 por intentar robar el arma de un soldado israelí. Atacó al soldado con un destornillador, dijo que quería vengar la muerte de su primo y también dijo que quería vender el arma. Él también tenía un historial de depresión y conocidos dicen que a menudo participaba en comportamientos «problemáticos». Los familiares también han declarado que no era religioso ni estaba afiliado a ningún movimiento político Sin embargo, la policía cree que podía tener vínculos con el Estado Islámico.

## Víctimas
Las dos víctimas asesinadas fueron identificadas como Alon Bakal, gerente del El Simta, y Shimon Ruimi, un hombre de 30 años de edad que vivía en Ofakim. De los siete heridos dos fueron evacuados en condición crítica y cinco en estado moderado.